# API (empresa petrolera)
API (Anonima Petroli Italiana), también conocido como Gruppo API, es una empresa petrolera italiana. Su objetivo social es la producción y comercialización de petróleo y productos derivados.
Fundada en 1933 por Ferdinando Peretti, en 2005 adquirió IP, que sustituyó progresivamente a la marca en las estaciones de servicio.